# Theodore
Theodore lub Theodore Racing (pełna nazwa: Theodore Racing Team) – hongkoński zespół Formuły 1 startujący w latach 1977-1978 i 1981-1983, założony przez Teddiego Yipa.

## Wyniki w Formule 1

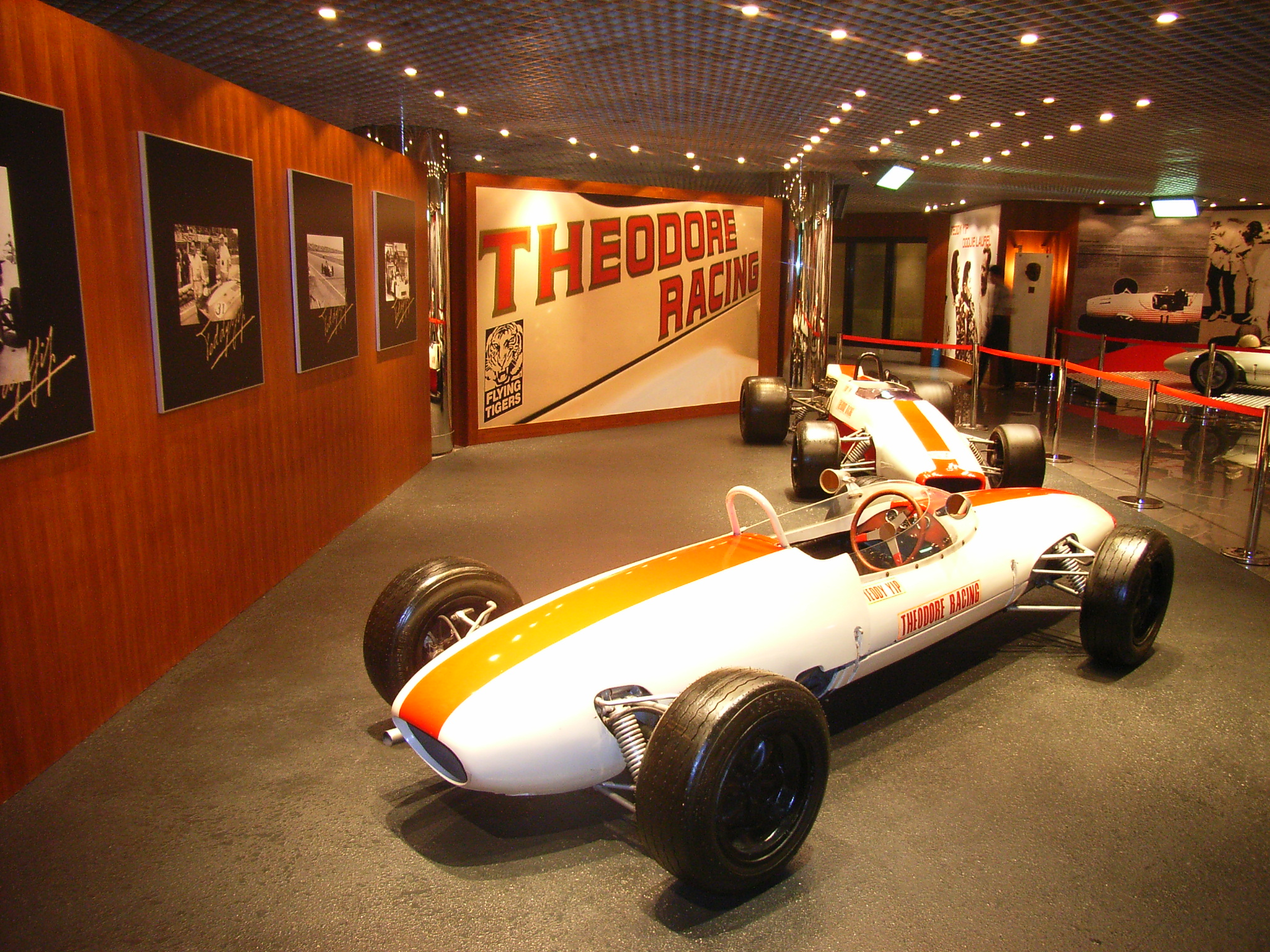
Bolidy Theodore w muzeum The Grand Prix Museum w Makau

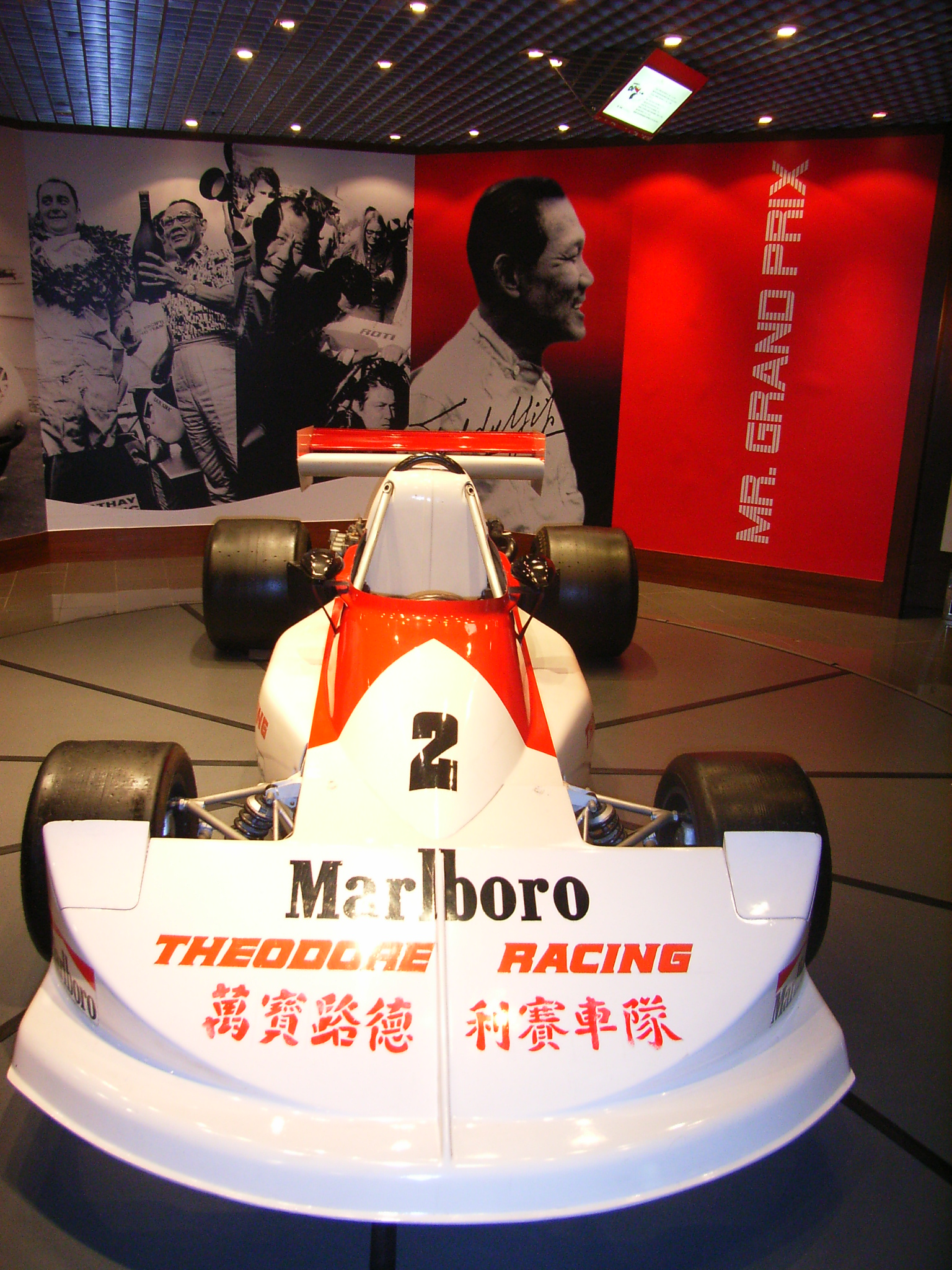
Bolid Theodore F3 w muzeum The Grand Prix Museum w Makau

| Rok  | Bolid                          | Silnik            | Opony | Kierowcy         | Wyniki w poszczególnych eliminacjach | Wyniki w poszczególnych eliminacjach | Wyniki w poszczególnych eliminacjach | Wyniki w poszczególnych eliminacjach | Wyniki w poszczególnych eliminacjach | Wyniki w poszczególnych eliminacjach | Wyniki w poszczególnych eliminacjach | Wyniki w poszczególnych eliminacjach | Wyniki w poszczególnych eliminacjach | Wyniki w poszczególnych eliminacjach | Wyniki w poszczególnych eliminacjach | Wyniki w poszczególnych eliminacjach | Wyniki w poszczególnych eliminacjach | Wyniki w poszczególnych eliminacjach | Wyniki w poszczególnych eliminacjach | Wyniki w poszczególnych eliminacjach | Wyniki w poszczególnych eliminacjach | Punkty | Pozycja |
| ---- | ------------------------------ | ----------------- | ----- | ---------------- | ------------------------------------ | ------------------------------------ | ------------------------------------ | ------------------------------------ | ------------------------------------ | ------------------------------------ | ------------------------------------ | ------------------------------------ | ------------------------------------ | ------------------------------------ | ------------------------------------ | ------------------------------------ | ------------------------------------ | ------------------------------------ | ------------------------------------ | ------------------------------------ | ------------------------------------ | ------ | ------- |
| 1977 | Ensign N177                    | Ford Cosworth DFV | G     |                  | ARG                                  | BRA                                  | RPA                                  | USW                                  | ESP                                  | MON                                  | BEL                                  | SWE                                  | FRA                                  | GBR                                  | GER                                  | AUT                                  | HOL                                  | ITA                                  | USA                                  | CAN                                  | JPN                                  | -      | NS      |
| 1977 | Ensign N177                    | Ford Cosworth DFV | G     | Patrick Tambay   | -                                    | -                                    | -                                    | -                                    | -                                    | -                                    | -                                    | -                                    | -                                    | NU                                   | 6                                    | NU                                   | 5                                    | NU                                   | NZ                                   | 5                                    | NU                                   | -      | NS      |
| 1978 | Theodore TR1 Wolf WR3 Wolf WR4 | Ford Cosworth DFV | G     |                  | ARG                                  | BRA                                  | RPA                                  | USW                                  | MON                                  | BEL                                  | ESP                                  | SWE                                  | FRA                                  | GBR                                  | GER                                  | AUT                                  | HOL                                  | ITA                                  | USA                                  | CAN                                  |                                      | 0      | 15      |
| 1978 | Theodore TR1 Wolf WR3 Wolf WR4 | Ford Cosworth DFV | G     | Eddie Cheever    | NZ                                   | NZ                                   | -                                    | -                                    | -                                    | -                                    | -                                    | -                                    | -                                    | -                                    | -                                    | -                                    | -                                    | -                                    | -                                    | -                                    |                                      | 0      | 15      |
| 1978 | Theodore TR1 Wolf WR3 Wolf WR4 | Ford Cosworth DFV | G     | Keke Rosberg     | -                                    | -                                    | NU                                   | NZ                                   | NZ                                   | NZ                                   | NZ                                   | -                                    | -                                    | -                                    | 10                                   | NS                                   | NU                                   | NZ                                   | -                                    | -                                    |                                      | 0      | 15      |
| 1981 | Theodore TY01                  | Ford Cosworth DFV | M A   |                  | USW                                  | BRA                                  | ARG                                  | SMR                                  | BEL                                  | MON                                  | ESP                                  | FRA                                  | GBR                                  | GER                                  | AUT                                  | HOL                                  | ITA                                  | CAN                                  | LV                                   |                                      |                                      | 1      | 12      |
| 1981 | Theodore TY01                  | Ford Cosworth DFV | M A   | Patrick Tambay   | 6                                    | 10                                   | NU                                   | 11                                   | NZ                                   | 7                                    | 13                                   | -                                    | -                                    | -                                    | -                                    | -                                    | -                                    | -                                    | -                                    |                                      |                                      | 1      | 12      |
| 1981 | Theodore TY01                  | Ford Cosworth DFV | M A   | Marc Surer       | -                                    | -                                    | -                                    | -                                    | -                                    | -                                    | -                                    | 12                                   | 11                                   | 14                                   | NU                                   | 8                                    | NZ                                   | 9                                    | NU                                   |                                      |                                      | 1      | 12      |
| 1982 | Theodore TY02 Theodore TY01    | Ford Cosworth DFV | A G   |                  | RPA                                  | BRA                                  | USW                                  | SMR                                  | BEL                                  | MON                                  | DET                                  | CAN                                  | HOL                                  | GBR                                  | FRA                                  | GER                                  | AUT                                  | SZW                                  | ITA                                  | LV                                   |                                      | 0      | 14      |
| 1982 | Theodore TY02 Theodore TY01    | Ford Cosworth DFV | A G   | Derek Daly       | 14                                   | NU                                   | NU                                   | -                                    | -                                    | -                                    | -                                    | -                                    | -                                    | -                                    | -                                    | -                                    | -                                    | -                                    | -                                    | -                                    |                                      | 0      | 14      |
| 1982 | Theodore TY02 Theodore TY01    | Ford Cosworth DFV | A G   | Jan Lammers      | -                                    | -                                    | -                                    | -                                    | NZ                                   | NZ                                   | NZ                                   | -                                    | NU                                   | NZ                                   | NZ                                   | -                                    | -                                    | -                                    | -                                    | -                                    |                                      | 0      | 14      |
| 1982 | Theodore TY02 Theodore TY01    | Ford Cosworth DFV | A G   | Geoff Lees       | -                                    | -                                    | -                                    | -                                    | -                                    | -                                    | -                                    | NU                                   | -                                    | -                                    | -                                    | -                                    | -                                    | -                                    | -                                    | -                                    |                                      | 0      | 14      |
| 1982 | Theodore TY02 Theodore TY01    | Ford Cosworth DFV | A G   | Tommy Byrne      | -                                    | -                                    | -                                    | -                                    | -                                    | -                                    | -                                    | -                                    | -                                    | -                                    | -                                    | NZ                                   | NU                                   | NZ                                   | NZ                                   | NU                                   |                                      | 0      | 14      |
| 1983 | Theodore N183                  | Ford Cosworth DFV | G     |                  | BRA                                  | USW                                  | FRA                                  | SMR                                  | MON                                  | BEL                                  | DET                                  | CAN                                  | GBR                                  | GER                                  | AUT                                  | HOL                                  | ITA                                  | EUR                                  | RPA                                  |                                      |                                      | 1      | 13      |
| 1983 | Theodore N183                  | Ford Cosworth DFV | G     | Johnny Cecotto   | 14                                   | 6                                    | 11                                   | NU                                   | NZ                                   | 10                                   | NU                                   | NU                                   | NZ                                   | 11                                   | NZ                                   | NZ                                   | 12                                   | -                                    | -                                    |                                      |                                      | 1      | 13      |
| 1983 | Theodore N183                  | Ford Cosworth DFV | G     | Roberto Guerrero | NS                                   | NU                                   | NU                                   | NU                                   | NZ                                   | NU                                   | NS                                   | NU                                   | 16                                   | NU                                   | NU                                   | 12                                   | 13                                   | 12                                   | -                                    |                                      |                                      | 1      | 13      |